# Neoncicola sinensis
Neoncicola sinensis är en hakmaskart som beskrevs av Schmidt och Dunn 1974. Neoncicola sinensis ingår i släktet Neoncicola och familjen Oligacanthorhynchidae. Inga underarter finns listade i Catalogue of Life.